# محاري لذيذ
محاري لاذع (الاسم العلمي: Pleurotus sapidus) هو نوع من الفطريات يتبع جنس المحاري من فصيلة المحارية